# Papuasko-nowogwinejskie odznaczenia

## Papua-Nowa Gwinea
| Baretka | Nazwa polska                                                              | Nazwa angielska (skrót lub data ustanowienia)                    |
| ------- | ------------------------------------------------------------------------- | ---------------------------------------------------------------- |
|         | Krzyż Waleczności                                                         | Cross of Valour (CV)                                             |
|         | Wielki Towarzysz Orderu Logohu                                            | Grand Companion of Logohu (GCL)                                  |
|         | Towarzysz Orderu Gwiazdy Melanezji                                        | Companion of the Star of Melanesia (CSM)                         |
|         | Oficer Orderu Logohu                                                      | Officer of Logohu (OL)                                           |
|         | Członek Orderu Logohu                                                     | Member of Logohu (ML)                                            |
|         | Medal Narodowy Orderu Logohu                                              | National Logohu Medal (LM)                                       |
|         | Medal Krzyża Służby Medycznej                                             | Cross of Medical Service Medal (CMS)                             |
|         | Medal Wybitnej Służby Wojskowej                                           | Distinguished Military Service Medal (DMS)                       |
|         | Medal Wybitnej Służby Policyjnej                                          | Distinguished Police Service Medal (DPS)                         |
|         | Medal Wybitnej Służby Więzienniczej                                       | Distinguished Correctional Service Medal (DCS)                   |
|         | Medal Chwalebnej Służby Ratowniczej                                       | Meritorious Emergency Service Medal (MES)                        |
|         | Medal Chwalebnej Służby Publicznej                                        | Meritorious Public Service Medal (MPS)                           |
|         | Medal Chwalebnej Służby Społeczności                                      | Meritorious Community Service Medal (MCS)                        |
|         | Medal Pochwały za Wartościową Służbę                                      | Commendation for Valuable Service Medal (CVS)                    |
|         | Medal Papuasko-Nowogwinejski Niepodległości                               | Papua New Guinea Independence Medal (1975)                       |
|         | Medal Papuasko-Nowogwinejski 10-lecia Niepodległości                      | Papua New Guinea Tenth Anniversary of Independence Medal (1985)  |
|         | Medal Papuasko-Nowogwinejski 25-lecia Niepodległości                      | Papua New Guinea 25th Anniversary of Independence Medal (2000)   |
|         | Medal Papuasko-Nowogwinejski 30-lecia Niepodległości                      | Papua New Guinea 30th Anniversary of Independence Medal (2005)   |
|         | Medal Papuasko-Nowogwinejski Diamentowego Jubileuszu Królowej Elżbiety II | Papua New Guinea Queen Elizabeth II Diamond Jubilee Medal (2012) |